# Karl Verner

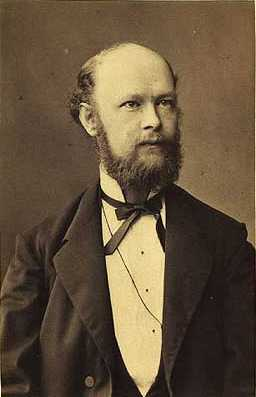
Karl Verner en 1878.

Karl Verner (Aarhus, 7 de marzo de 1846 - Copenhague, 5 de noviembre de 1896) fue un lingüista danés, conocido por formular la Ley de Verner en 1875, que explica algunos de los cambios fonéticos de las lenguas germánicas a lo largo de su evolución. Políglota y bibliotecario de amplia cultura, recibió varios galardones por sus trabajos sobre lingüística histórica. Fue miembro de la Real Academia Danesa de Ciencias y Letras.